# Манай, Рей
Рей Мана́й (алб. Rey Manaj; род. 24 февраля 1997, Люшня) — албанский футболист, нападающий клуба «Сивасспор» и национальной сборной Албании. Участник чемпионата Европы 2024.

## Карьера
Манай является воспитанником футбольного клуба «Пьяченца». В 2012 году он перешёл в «Кремонезе», первое время выступал за молодёжный состав. В сезоне 2013/14 Манай был отдан в годичную аренду «Сампдории», где также выступал за молодёжную команду. Вернувшись в «Кремонезе» летом 2014 года, он стал привлекаться к играм основной команды, которая выступала в Леге Про (третий дивизион Италии). За сезон 2014/15 албанский нападающий сыграл 22 матча и забил 2 гола. 21 июля 2015 года Манай был отдан в годичную аренду миланскому «Интернационале». Его дебют в Серии A состоялся 23 августа 2015 года, когда в матче против «Аталанты» (1:0) он заменил на 85-й минуте получившего травму Марцело Брозовича.
В 2014 году Манай дебютировал в составе сборной Албании среди игроков до 19 лет, приняв участие в двух матчах квалификации к чемпионату Европы 2015 года. В 2015 году он сыграл три матча и забил один гол за молодёжную сборную Албании в квалификации к чемпионату Европы 2017 года. 13 ноября 2015 года Манай дебютировал во взрослой сборной Албании в товарищеском матче с национальной сборной Косова. Заменив на 54-й минуте Соколя Цикалеши, он уже через минуту забил первый гол в матче, который завершился со счётом 2:2.

## Сборная
Рей Манай дебютировал за национальную сборную Албании 13 ноября 2015 года выйдя на замену в товарищеском матче против сборной Косова и сразу на 55-й минуте отличился забитым мячом.
| №  | Дата             | Оппонент  | Счёт | Голы | Пасы | Карточки | Минуты | Соревнование             |
| -- | ---------------- | --------- | ---- | ---- | ---- | -------- | ------ | ------------------------ |
| 1  | 13 ноября 2015   | Косово    | 2:2  | 55′  | —    | 64'      | 36'    | Товарищеский матч        |
| 2  | 16 ноября 2015   | Грузия    | 2:2  | —    | —    | —        | 29'    | Товарищеский матч        |
| 3  | 12 ноября 2016   | Израиль   | 0:3  | —    | —    | —        | 8'     | Отбор ЧМ-2018 (группа G) |
| 4  | 29 мая 2018      | Косово    | 0:3  | —    | —    | —        | 46'    | Товарищеский матч        |
| 5  | 3 июня 2018      | Украина   | 1:4  | —    | —    | —        | 57'    | Товарищеский матч        |
| 6  | 10 сентября 2018 | Шотландия | 0:2  | —    | —    | —        | 24'    | Лига наций 2018/2019 (C) |
| 7  | 10 октября 2018  | Иордания  | 0:0  | —    | —    | 90'      | 90'    | Товарищеский матч        |
| 8  | 17 ноября 2018   | Шотландия | 0:4  | —    | —    | 12'      | 62'    | Лига наций 2018/2019 (C) |
| 9  | 10 сентября 2019 | Исландия  | 4:2  | —    | 1    | —        | 90'    | Отбор ЧЕ-2020 (группа H) |
| 10 | 11 октября 2019  | Турция    | 0:1  | —    | —    | —        | 90'    | Отбор ЧЕ-2020 (группа H) |
| 11 | 14 октября 2019  | Молдова   | 4:0  | 90′  | —    | —        | 90'    | Отбор ЧЕ-2020 (группа H) |

Итого: сыграно матчей: 11 / забито голов: 2; победы: 2, ничьи: 3, поражения: 6. eu-football.info.